# پی‌اچ‌پی‌مای‌ادمین
پی‌اچ‌پی‌مای‌ادمین (به انگلیسی: phpMyAdmin) یک ابزار آزاد و متن‌باز است که به زبان پی‌اچ‌پی و با هدف مدیریت پایگاه داده مای‌اس‌کیوال با مرورگر وب ایجاد شده‌است. پی‌اچ‌پی‌مای‌ادمین می‌تواند وظایفی مانند ایجاد تغییر یا حذف پایگاه داده، جداول، فیلدها یا ردیف‌ها، اجرای عبارت اس‌کیوال یا مدیریت کاربران و دسترسی‌ها را انجام دهد.

## تاریخچه
Tobias Ratschiller مشاور فناوری اطلاعات که بعد بنیانگذار شرکت Maguma شد در سال ۱۹۹۳ کار روی یک رابط تحت وب بر پایه پی‌اچ‌پی برای مای‌اس‌کیوال را با الهام از MySQL-Webadmin آغاز کرد. او در سال ۲۰۰۰ به دلیل کمبود زمان این پروژه را (و پروژه phpAdsNew که نویسنده اصلی این پروژه نیز بود) رها کرد. در آن زمان، پی‌اچ‌پی‌مای‌ادمین یکی از محبوبترین برنامه‌های کاربردی پی‌اچ‌پی و مدیریت پایگاه داده مای‌اس‌کیوال با یک جامعه بزرگ از کابران و همکاری کنندگان شده بود. به منظور هماهنگ کردن تعداد فزاینده پچ‌ها یک گروه سه نفره از توسعه دهندگان پروژه پی‌اچ‌پی‌مای‌ادمین را در سورس‌فورج ثبت کردند.

### نسخه‌های برجسته
| نسخه   | تاریخ           | تغییرات |
| ------ | --------------- | --- |
| ۰٫۹٫۰  | ۹ سپتامبر ۱۹۹۸  | اولین انتشار داخلی |
| ۱٫۰٫۱  | ۲۶ اکتبر ۱۹۹۸   | |
| ۱٫۱٫۰  | ۳ نوامبر ۱۹۹۸   | افزودن اولین تأیید برای دستور DROP. |
| ۱٫۲٫۰  | ۲۹ نوامبر ۱۹۹۸  | افزودن امکان وارد کردن از فایلهای متنی. |
| ۱٫۳٫۰  | ۱۶ دسامبر ۱۹۹۸  | افزودن قابلیت جستجو بر اساس مثال (QBE) |
| ۱٫۳٫۱  | ۲۷ دسامبر ۱۹۹۸  | اولین نسخه چند زبانه |
| ۱٫۴٫۰  | ۱۶ ژانویه ۱۹۹۹  | افزودن پشتیبانی از تغییر نام و کپی جدولها |
| ۲٫۰٫۰  | ۱۱ آوریل ۱۹۹۹   | تغییرات کلی در ظاهر |
| ۲٫۱٫۰  | ۸ ژوئن ۲۰۰۰     | آخرین انشار به وسیلهٔ توسعه‌دهنده اصلی Tobias Ratschiller |
| ۲٫۲٫۰  | ۳۱ آکوست ۲۰۰۱   | اولین نسخه پایدار منتشر شده به وسیلهٔ پروژه پی‌اچ‌پی‌مای‌ادمین |
| ۲٫۳٫۰  | ۸ نوامبر ۲۰۰۱   | نمایش دیتابیس و جدول به بخش‌های کوچکتر تقسیم شدند. |
| ۲٫۴٫۰  | ۲۳ فوریه ۲۰۰۳   | پشتیبانی از امتیازات مای‌اس‌کیوال ۴، اتصالات فشرده، به روز رسانی بسیاری از آیتم‌های رابط کاربری به پی‌ان‌جی |
| ۲٫۵٫۰  | ۵ نوامبر ۲۰۰۳   | معرفی سیستم تبدیل مبتنی بر MIME |
| ۲٫۶٫۰  | ۲۷ سپتامبر ۲۰۰۴ | بهبود کاراکتر ست و پشتیبانی از مای‌اس‌کیوال ۴٫۱ |
| ۲٫۷٫۰  | ۴ دسامبر ۲۰۰۵   | بهبود قابلیت‌های ورود اطلاعات، پیکربندی آسان، پاکسازی رابط کاربری و … |
| ۲٫۸٫۰  | ۶ مارس ۲۰۰۶     | سازگاری در به روزرسانی، پنهان کردن پایگاه داده‌ها، تنظیم محدود سازی حافظه، تنظیم بر پایه وب. |
| ۲٫۹٫۰  | ۲۰ سپتامبر ۲۰۰۶ | افزودن قابلیت ارسال به صفحه گسترده و متن اپن‌داکیومنت. |
| ۲٫۱۰٫۰ | ۲۷ فبریه ۲۰۰۷   | رابط کاربری گرافیکی برای روابط به نام designer |
| ۲٫۱۱٫۰ | ۲۲ اوت ۲۰۰۷     | پشتیبانی از ایجاد VIEWS برای نتایج پرس و جو، مدیریت تریگرها، رویه‌ها و توابع. بهبود رابط کاربری برای اداره کردن تعداد زیادی پایگاه داده و جدول. آخرین پشتیبانی از پی‌اچ‌پی ۴. |
| ۳٫۰٫۰  | ۲۷ سپتامبر ۲۰۰۸ | نیاز به پی‌اچ‌پی ۵٫۲ و مای‌اس‌کیوال ۵ به بالا. پشتیبانی از رویداد و تریگر. |
| ۳٫۱٫۰  | ۲۸ نوامبر ۲۰۰۸  | یک سازوکار راه اندازی جدید، پشتیبانی از BLOBstreaming و احراز هویت سخت‌افزاری Swekey. |
| ۳٫۲٫۰  | ۱۵ ژوئن ۲۰۰۹    | پشتیبانی بهتر برای سفارشی‌سازی فروشنده (بر اساس نیازهای دبیان)، رفع اشکال مختلف باگ‌های امنیتی و افزودن ویژگی‌های کوچک. |
| ۳٫۳٫۰  | ۷ مارس ۲۰۱۰     | ماژول‌های جدید ورورد و خروج دیتا، تغییرات ردیابی، هماهنگ‌سازی دیتاها و ساختارها بین سرورها، پشتیبانی از تکرار (replication) |
| ۳٫۴٫۰  | ۱۱ می ۲۰۱۱      | استفاده از ایجکس برای برخی از بخش‌ها، نمودارها، سازنده پرس و جوی بصری، ترجیحات کاربر، ویرایشگر ENUM/SET |
| ۳٫۵٫۰  | ۷ آوریل ۲۰۱۲    | بهبود حالت مرور، ویرایش شبکه، به یاد نگهداری جداول اخیر، به یاد داشتن آخرین مرتب‌سازی بر اساس جدول، عرض ستون قابل انعطاف، دوباره مرتب کردن ستون‌ها، جمع و جور کردن نوار ناوبری، پشتیبانی از ایجکس برای بسیاری از عملیات، دوباره سازمان دهی صفحه وضعیت سرور، بهبود پشتیبانی از روالهای ذخیره شده، حوادث و تحریک‌ها، پشتیبانی از openGIS، جستجو زوم شده در جستجوی جدول، پشتیبانی از Drizzle، بهبود ویرایشگر ENUM/SET. |

## امکانات
ویژگی‌های ارائه شده توسط این برنامه عبارتند از:
1. رابط تحت وب
2. مدیریت پایگاه داده مای‌اس‌کیوال
3. ورود اطلاعات از CSV و اس‌کیوال
4. فرستادن اطلاعات به فرمت‌های مختلف: CSV، اس‌کیوال، اکس‌ام‌ال، پی‌دی‌اف (با کتابخانه TCPDF)، صفحه گسترده و متن اپن‌داکیومنتز ISO/IEC 26300، مایکروسافت ورد، اکسل، لاتک و غیره
5. مدیریت چندین سرور
6. ایجاد گرافیک‌های پی‌دی‌اف از طرح‌های پایگاه داده
7. ایجاد پرس و جوهای پیچیده با استفاده از پرس و جو با مثال (QBE)
8. جستجو در سطح کل دیتابیس یا یک زیرمجموعه از آن
9. تبدیل داده‌های ذخیره شده در هر قالبی با استفاده از مجموعه‌ای از توابع از پیش تعریف شده، مانند نمایش BLOB-data به عنوان تصویر یا لینک دانلود
10. نمایش پرس و جوی‌های فعال (فرایندها)

## وضعیت فعلی
نرم‌افزار در حال حاضر به ۶۴ زبان مختلف در دسترس است که توسط پروژه پی‌اچ‌پی‌مای‌ادمین نگهداری می‌شود.

## محصولات مشابه
یکی دیگر از ابزارهای بسیار مشابه، phpPgAdmin، قابلیت‌های مشابهی را برای دیتابیس PostgreSQL فراهم می‌کند. این در اصل به عنوان یک فورک از پروژه پی‌اچ‌پی‌مای‌ادمین آغاز به کار کرد اما اکنون بر اساس کدهای کاملاً جدا توسعه داده می‌شود.

یک ابزار مشابه و سبک برای مدیریت پایگاه داده مای‌اس‌کیوال به نام Adminet (که قبلاً به نام phpMinAdmin شناخته می‌شد) وجود دارد که تمام ویژگی‌های پی‌اچ‌پی‌مای‌ادمین را دارد و تنها از یک فایل پی‌اچ‌پی تشکیل شده‌است.

Chive نسل بعدی ابزار مدیریت پایگاه داده مای‌اس‌کیوال است که با هدف جایگزینی به جای پی‌اچ‌پی‌مای‌ادمین ایجاد شده‌است.